# Mandy Rice-Davies
Mandy Rice-Davies, døbt Marilyn Rice-Davies (født 1. oktober 1944, død 18. december 2014) var en britisk model, som først og fremmest var kendt for at have været en biperson i Profumo-skandalen, som ramte den konservative engelske regering under premierminister Harold Macmillan i 1963. 
Hun er født i Pontyates nær Llanelli i Wales, men flyttede senere til Shirley i Birmingham. Da hun som teenager så ældre ud, end hun egentlig var, fik hun allerede 15 år gammel et job som tøjmodel hos Marshall & Snelgrove, der er et stormagasin i Birmingham. Rice-Davies tog lidt senere til London, hvor hun mødte Christine Keeler og dr. Stephen Ward. Hendes deltagelse i Wards sociale cirkler medførte, at hun kom til at kende mange medlemmer af den engelske elite, heriblandt lord Astor. 
I vidneskranken under retssagen mod Stephen Ward kom Rice-Davies med den enkeltudtalelse, hun er bedst kendt for. Da anklageren forelagde hende, at Lord Astor nægtede at have haft en affære med hende og endda at have mødt hende, svarede hun: Ja, det skulle han vel, skulle han ikke? ("Well, he would, wouldn't he?"). Hun tjente først penge ved at udnytte den berømmelse, som retssagen havde medført, men giftede sig derefter med en israelsk forretningsmand. Hun åbnede senere en række succesfulde natklubber og restauranter i Tel Aviv, der alle bar hendes navn: Mandy's, Mandy's Candies og Mandy's Singing Bamboo. 
I 1980 skrev hun, assisteret af Shirley Flack, sin autobiografi, Mandy, og i 1989 en roman med titlen The Scarlet Thread.
I filmen Scandal fra 1989 om Profumo skandalen spillede skuespillerinden Bridget Fonda rollen som Rice-Davies.